# Distretto di Huai Rat
Il distretto di Huai Rat (in thailandese: ห้วยราช) è un distretto (amphoe) della Thailandia, situato nella provincia di Buriram.